# Dichlobenil
Il Dichlobenil (2,6-diclorobenzonitrile) è un erbicida, sintetizzato intorno al 1950. Risulta leggermente tossico per gli esseri umani.
Studi su ratti ne hanno dimostrato la tossicità per questi animali; a seguito di somministrazione endovenosa di dichlobenil è stata infatti riscontrata una estesa distruzione delle ghiandole di Bowman e dell'epitelio della regione olfattiva.